# On demande un assassin
Pour plus de détails, voir Fiche technique et Distribution.
On demande un assassin est un film français réalisé par Ernst Neubach et sorti en 1949.

## Résumé
Un fils de famille endetté, décide de mettre fin à ses jours et fait appel pour cela à un tueur professionnel, qui s'engage à le supprimer dans les quarante-huit heures. Cependant le lendemain, argent, chance et amour lui sourient à nouveau. Alors peut commencer un cache-cache infernal entre l'assassin et sa victime.

## Fiche technique
- Titre : On demande un assassin
- Réalisation : Ernst Neubach
- Scénario : d'après le roman d'Ernst Neubach
- Adaptation et dialogues : André Tabet
- Assistant réalisateur : André Pergament
- Images : Raymond Clunie
- Son : Norbert Gernolle
- Montage : Leonide Azar, Marcelle Lioret
- Décors : Louis Le Barbenchon
- Photographe de plateau : Léo Mirkine
- Musique : Kurt Le Winnek
- Production : Pen Films - Cinéma Films Production
- Directeur de production : Adolphe Rosen
- Tournage du 23 mai au 19 juillet 1949
- Format : Son mono - Noir et blanc - 35 mm  - 1,37:1
- Genre : Comédie
- Durée : 90 minutes
- Date de sortie : 21 octobre 1949
- Affiche : Jouineau Bourduge (France)

## Distribution
- Fernandel : Bob Laurent, le fils de famille
- Noëlle Norman : Liliane
- Maurice Teynac : Le prince Orloff (ou Fréville)
- Guy Lou : Henri
- Félix Oudart : Mr Laurent, père
- Yves Deniaud : Tom
- Claude Chenard : Kiki
- Pierre Sergeol : Willy le boxeur
- Max Dalban : Rosse
- Henri Echourin : Le créancier
- Lucien Callamand : Le détective
- Zanie Aubie : L'actrice
- Denise Roux : La manucure
- Armand Bernard : Le représentant des pompes funèbres
- Jean-François Martial : Le garde
- Evelyne Salmon
- Félix Clément
- Louis Lions

## Analyse
Le film joue la carte du cynisme et du mot cinglant, offrant part belle à Yves Deniaud (le Majordome omniprésent) et d'autres, ponctuelles celles-ci, au méconnu Armand Bernard  (l'entrepreneur de pompes funèbres), abonné aux emplois de corbeau inquiet, à Félix Oudart  (le père milliardaire qui n'aime son rejeton que lorsque celui-ci comble ses découverts) et l'élégant Maurice Teynac que l'on retrouvera face à Fernandel dans L'assassin est dans l'annuaire de Léo Joannon. Plus de dix ans séparent d'ailleurs ces deux œuvrettes, si proches par le titre, si distinctes par le style [réf. nécessaire].